# Dzieżkowce Stare
Dzieżkowce Stare, Dzieszkowce Stare (biał. Старыя Дзешкаўцы; ros. Старые Дешковцы) – wieś na Białorusi, w obwodzie grodzieńskim, w rejonie świsłockim, w sielsowiecie Porozów.
W dwudziestoleciu międzywojennym miejscowość leżała w Polsce, w województwie białostockim, w powiecie wołkowyskim, w gminie Porozów. 16 października 1933 utworzyły gromadę Dzieżkowce w gminie Porozów. Po II wojnie światowej weszła w struktury ZSRR.